# Kali Gandaki (rivière)
Pour les articles homonymes, voir Gandaki.
La Gandaki ou Kali ('sale', 'noirâtre') Gandaki au Népal est une rivière du sous-continent indien qui traverse le Népal et l'Inde, affluent important du Gange.
Elle est parfois assimilée à la Gandak (terme Indien) ou Narayani (dénomination népalaise), laquelle ne désigne en réalité que la section de rivière située entre l'affluence de la Kali Gandaki et de la Trishuli en amont, et le Gange en aval.
Le terme Gandaki est en réalité applicable à 7 rivières alimentant cette section, dont la Kali Gandaki n'est que le dernier contributeur. Ainsi, la Narayani est-elle également appelée par les Népalais Sapt ('sept') Gandaki.

## Cours de la rivière

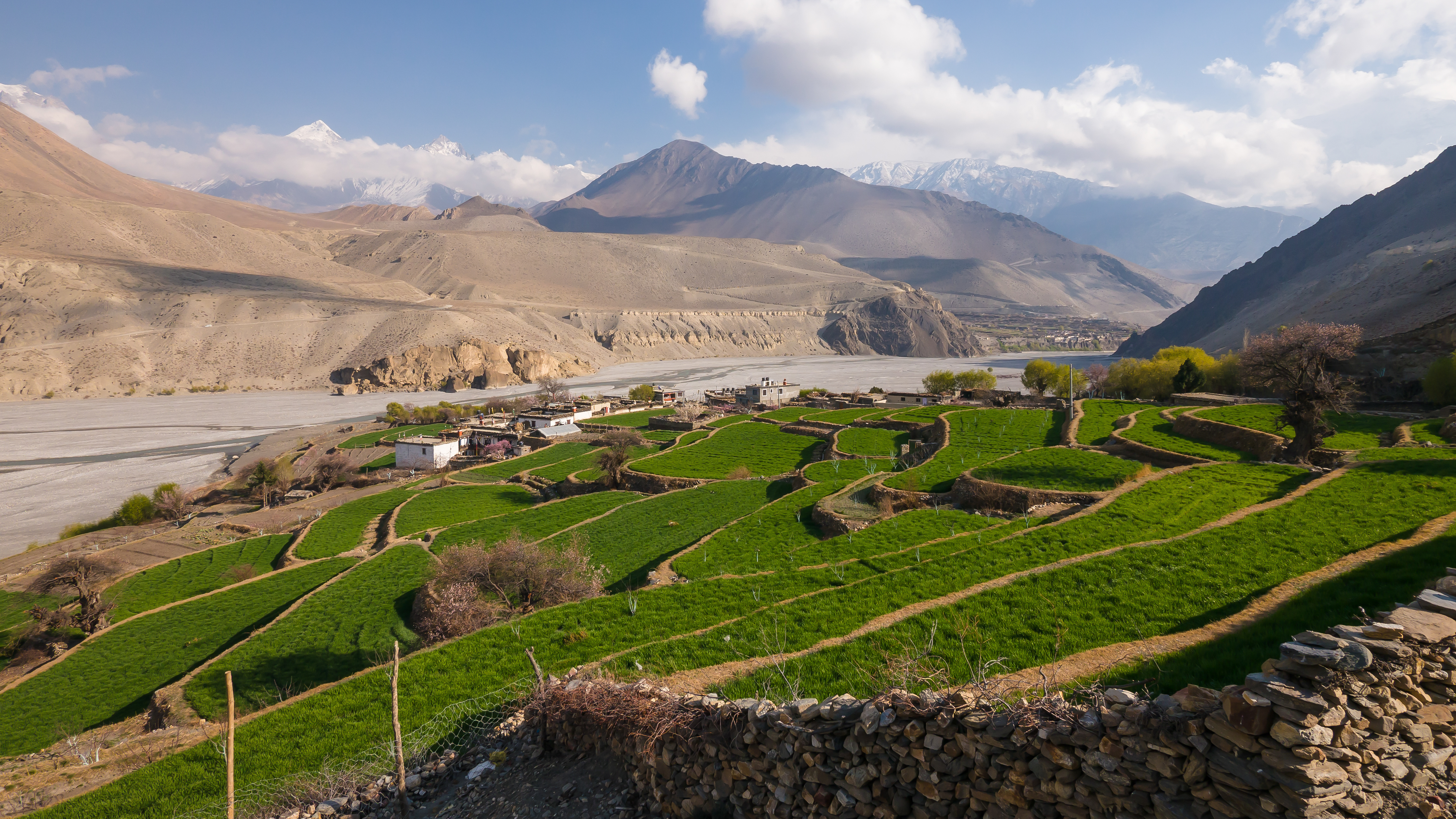
La vallée de la Kali Gandaki depuis le village de Thiri au Népal.

La Kali Gandaki prend sa source au glacier Nhubine Himal, dans la région de Mustang au Népal,, arrive au niveau de Kagbeni dans la vallée séparant l'Annapurna à l'est du massif du Dhaulagiri à l'ouest, continue vers le sud, reçoit la Badigaad (en rive droite) puis, à Ridi Bazar fait un tournant complet, se dirigeant vers l'est et passant au nord de Tansen (où elle baigne les pieds du Rani Mahal) pour contourner la chaîne des Mahabharata (en) (le Petit Himalaya), jusqu'à sa confluence avec la Trishuli. 
Les deux ensemble prennent alors le nom de Narayani qui repart vers le sud-ouest jusqu'à la frontière indienne. Juste après l'avoir franchie, elle change une dernière fois de nom et de direction : elle s'écoule vers le sud-est jusqu'au Gange, qu'elle rejoint près de la ville de Patna (capitale du Bihar) sous le nom de Gandak.

## Histoire
Le royaume de Videha de l'Inde ancienne était situé au Népal à l'est de la Gandaki.